# Стьюартвіль (Міннесота)
Стьюартвіль (англ. Stewartville) — місто (англ. city) в США, в окрузі Олмстед штату Міннесота. Населення — 6687 осіб (2020).

## Географія
Стьюартвіль розташований за координатами 43°51′41″ пн. ш. 92°29′27″ зх. д. / 43.86139° пн. ш. 92.49083° зх. д. (43.861445, -92.490819).  За даними Бюро перепису населення США в 2010 році місто мало площу 7,99 км², з яких 7,87 км² — суходіл та 0,12 км² — водойми.

### Клімат
| Клімат : Стьюартвіль  | Клімат : Стьюартвіль | Клімат : Стьюартвіль | Клімат : Стьюартвіль | Клімат : Стьюартвіль | Клімат : Стьюартвіль | Клімат : Стьюартвіль | Клімат : Стьюартвіль | Клімат : Стьюартвіль | Клімат : Стьюартвіль | Клімат : Стьюартвіль | Клімат : Стьюартвіль | Клімат : Стьюартвіль | Клімат : Стьюартвіль |
| Показник              | Січ.                 | Лют.                 | Бер.                 | Квіт.                | Трав.                | Черв.                | Лип.                 | Серп.                | Вер.                 | Жовт.                | Лист.                | Груд.                | Рік                  |
| Середній максимум, °C | −5,6                 | −2,8                 | 3,9                  | 13,3                 | 20,0                 | 25,6                 | 27,8                 | 26,7                 | 21,7                 | 15,0                 | 5,0                  | −2,8                 | 12,2                 |
| Середній мінімум, °C  | −15,6                | −13,3                | −6,1                 | 1,1                  | 7,8                  | 13,3                 | 15,6                 | 14,4                 | 9,4                  | 3,3                  | −4,4                 | −11,7                | 1,1                  |
| Норма опадів, мм      | 20                   | 20                   | 43                   | 69                   | 91                   | 114                  | 99                   | 99                   | 81                   | 53                   | 41                   | 25                   | 757                  |
| Днів з опадами        | 8                    | 7                    | 9                    | 10                   | 12                   | 11                   | 9                    | 9                    | 9                    | 8                    | 8                    | 8                    | 108                  |
| --------------------- | -------------------- | -------------------- | -------------------- | -------------------- | -------------------- | -------------------- | -------------------- | -------------------- | -------------------- | -------------------- | -------------------- | -------------------- | -------------------- |
| Джерело: Weatherbase  |                      |                      |                      |                      |                      |                      |                      |                      |                      |                      |                      |                      |                      |

## Демографія
Згідно з переписом 2010 року, у місті мешкало 5916 осіб у 2318 домогосподарствах у складі 1596 родин. Густота населення становила 740 осіб/км².  Було 2425 помешкань (303/км²).
Расовий склад населення:
| - 97,5 % — білих - 0,5 % — чорних або афроамериканців - 0,5 % — азіатів - 0,2 % — корінних американців |

До двох чи більше рас належало 0,9 %. Частка іспаномовних становила 1,5 % від усіх жителів.
За віковим діапазоном населення розподілялося таким чином: 28,2 % — особи молодші 18 років, 57,8 % — особи у віці 18—64 років, 14,0 % — особи у віці 65 років та старші. Медіана віку мешканця становила 34,6 року. На 100 осіб жіночої статі у місті припадало 90,5 чоловіків;  на 100 жінок у віці від 18 років та старших — 85,7 чоловіків також старших 18 років.
Середній дохід на одне домашнє господарство  становив 65 226 доларів США (медіана — 52 879), а середній дохід на одну сім'ю — 81 337 доларів (медіана — 75 572). Медіана доходів становила 49 635 доларів для чоловіків та 38 429 доларів для жінок. За межею бідності перебувало 10,6 % осіб, у тому числі 14,1 % дітей у віці до 18 років та 13,6 % осіб у віці 65 років та старших.
Цивільне працевлаштоване населення становило 3124 особи. Основні галузі зайнятості: освіта, охорона здоров'я та соціальна допомога — 32,6 %, роздрібна торгівля — 12,2 %, виробництво — 11,5 %.